# Tour Femenino de Dubái
La Tour Femenino de Dubái (en inglés: Dubai Women's Tour) es una carrera ciclista femenina profesional por etapas  que se disputa anualmente en el emirato de Dubái en los Emiratos Árabes Unidos.
La carrera fue creada en el año 2020 haciendo parte del Calendario UCI Femenino como competencia categoría 2.2.

## Palmarés
| Año  | Ganador     | Segundo            | Tercero      |           |
| ---- | ----------- | ------------------ | ------------ | --------- |
| 2020 | Lucy Garner | Tatsiana Sharakova | Samah Khaled |           |
| 2021 | cancelada   | cancelada          | cancelada    | cancelada |

## Palmarés por países
| País        | Victorias |
| ----------- | --------- |
| Reino Unido | 1         |